# Kadua elatior
Kadua elatior là một loài thực vật có hoa trong họ Thiến thảo. Loài này được (H.Mann) A.Heller mô tả khoa học đầu tiên năm 1897.